# Mattia Agostinacchio
Mattia Agostinacchio (født 13. september 2007 i Aosta) er en cykelrytter fra Italien, der kører for Ciclistica Trevigliese.
Ved EM i cykelcross 2024 vandt han guld i juniorrækken, og ved verdensmesterskaberne året efter, kom han igen først over målstregen, og kunne iklæde sig den regnbuefarvede verdensmestertrøje.